# 7 Batalion Pancerny

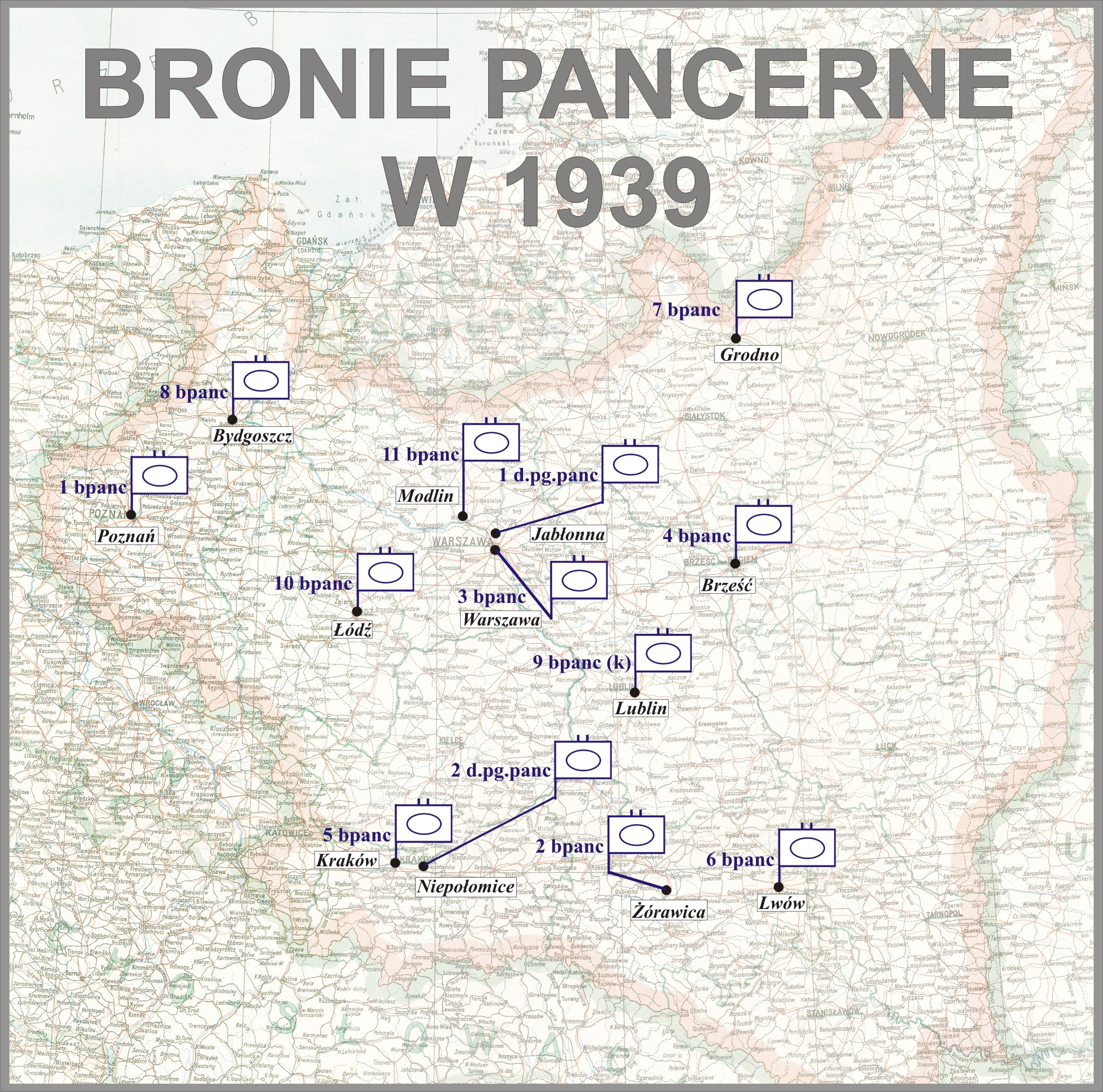
Bronie Pancerne Wojska Polskiego w 1939 przed wybuchem II wojny światowej

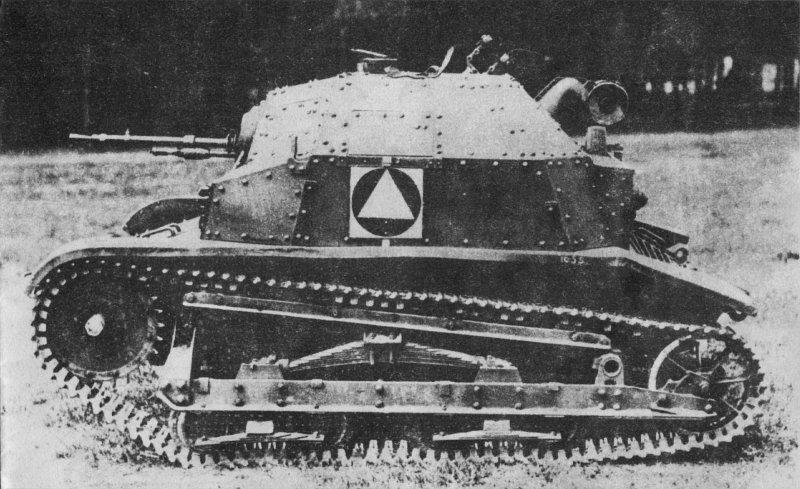
czołg TKS

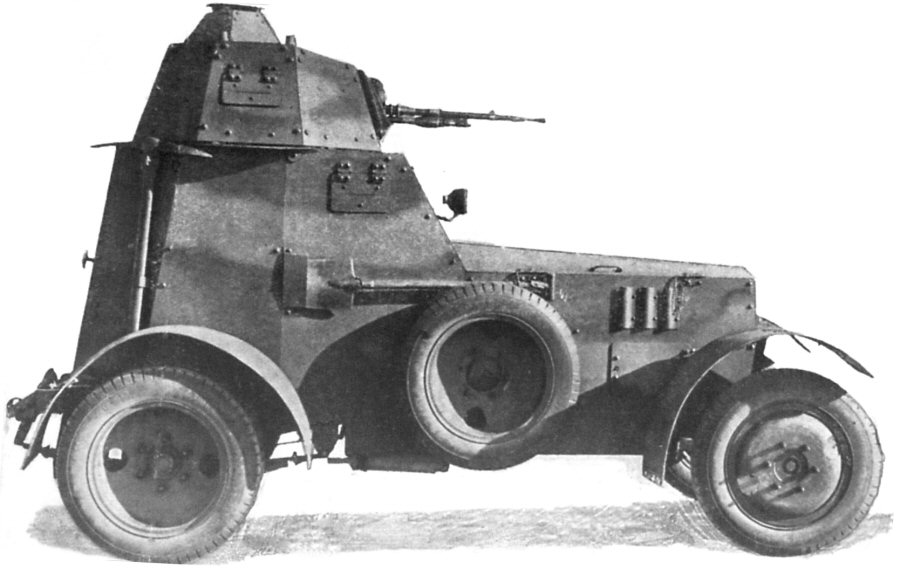
Samochód pancerny wz. 34

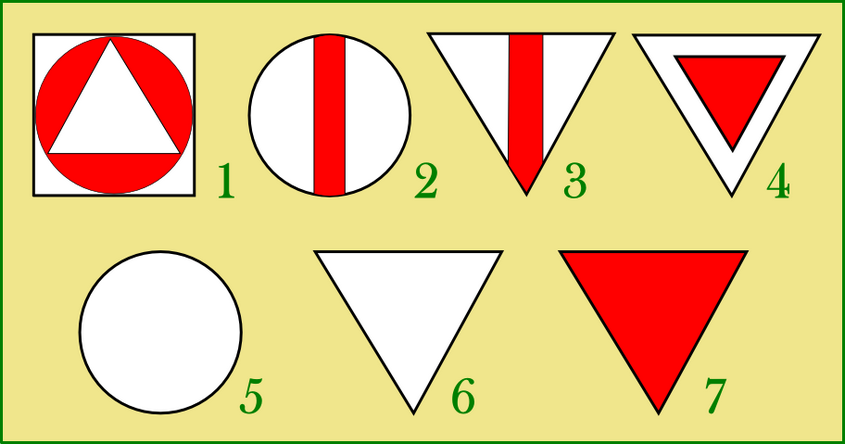
Znaki taktyczne malowane na czołgach lekkich i rozpoznawczych

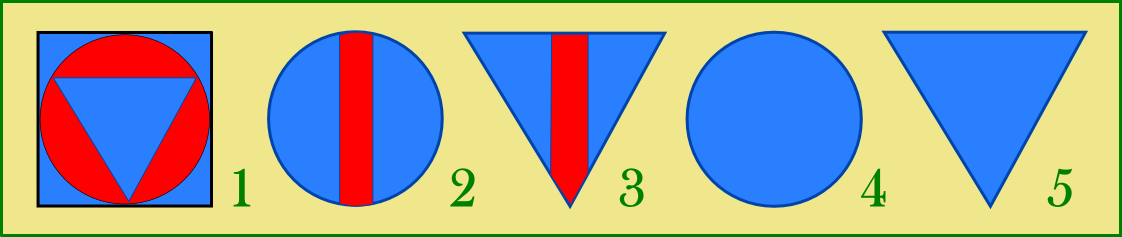
Znaki taktyczne malowane na pojazdach pancernych

7 Batalion Pancerny (7 bpanc) – oddział broni pancernych Wojska Polskiego w II Rzeczypospolitej.
Batalion był  jednostką wojskową istniejącą w okresie pokoju i spełniająca zadania mobilizacyjne wobec oddziałów i pododdziałów broni pancernej.  Spełniał również zadania organizacyjne i szkoleniowe. Batalion stacjonował w garnizonie Grodno, a wydzielona kompania czołgów TK w garnizonie Wilno. 
Na swoim wyposażeniu posiadał 79  czołgów TKS i 25 wozów pancernych wz.34. Batalion należał do typu I.
W 1939, po zmobilizowaniu jednostek przewidzianych planem mobilizacyjnym, został rozwiązany.

## Mobilizacja w 1939
W 1939 batalion sformował w grupie żółtej:

w alarmie
- 31 dywizjon pancerny dla Suwalskiej Brygady Kawalerii
- 32 dywizjon pancerny dla Podlaskiej Brygady Kawalerii
- 33 dywizjon pancerny dla Wileńskiej Brygady Kawalerii
- 31 samodzielną kompanię czołgów rozpoznawczych dla Armii „Poznań”
- 32 samodzielną kompanię czołgów rozpoznawczych dla Armii „Łódź”
- kolumnę samochodów osobowych nr 31 dla odwodu NW
- kolumnę samochodów ciężarowych typ I nr 352 (Fiat 621L) dla Armii „Prusy”
- kolumnę samochodów ciężarowych typ II nr 351 (SPA) dla SGO „Narew” - dowódca  por. rez. inż. Jerzy Woyzbun
- kolumnę samochodów sanitarnych PCK typ I nr 301 dla SGO „Narew”
- park stały broni pancernej nr 31[e] dla SGO „Narew”

w I rzucie mobilizacji powszechnej
- kolumnę samochodów ciężarowych w kraju nr 31 dla OK III
- kolumnę samochodów osobowych i sanitarnych w kraju nr 3 dla OK III
- kolumnę samochodów ciężarowych typ II nr 353 (Berliet) dla SGO „Narew”

## Żołnierze batalionu
Dowódcy batalionu
- ppłk br. panc. Piotr Rudzki (– 1939)[3]

Organizacja i obsada personalna w 1939
Obsada personalna batalionu w marcu 1939:
| Stanowisko                                          | Stopień, imię i nazwisko                 |
| --------------------------------------------------- | ---------------------------------------- |
| dowódca batalionu                                   | ppłk Piotr Rudzki                        |
| I zastępca dowódcy                                  | mjr Stanisław Szostak                    |
| II zastępca dowódcy                                 | mjr Stanisław Wasilewski                 |
| adiutant                                            | kpt. Janusz Kieszkowski                  |
| lekarz medycyny                                     | por. lek. Witold Baldwin-Ramult          |
| kwatermistrz                                        | kpt. Witold Laguna                       |
| oficer mobilizacyjny                                | kpt. Jerzy Gostldewicz                   |
| I zastępca oficera mobilizacyjnego                  | kpt. Stanisław IV Kosiński               |
| II zastępca oficera mobilizacyjnego                 | rtm. adm. (kaw.) Stefan Gołębiowski      |
| oficer administracyjno-materiałowy                  | kpt. adm. (art.) Franciszek Szczęsnowicz |
| zastępca oficera administracyjno-materiałowego      | chor. Kazimierz Kuźniarski               |
| oficer gospodarczy                                  | kpt. int. Stefan Mucha                   |
| dowódca kompanii gospodarczej                       | por. Antoni Palukajtys                   |
| dowódca plutonu łączności                           | por. Włodzimierz Zeltcer                 |
| dowódca kompanii szkolnej                           | kpt. Brunon Błędzki                      |
| instruktor                                          | por. Aleksander Strokowski               |
| instruktor                                          | por. Igor Sławomir Iwiński               |
| instruktor                                          | chor. Józef Krasowski                    |
| dowódca 1 kompanii pancernej                        | kpt. Florian Kaźmierczak                 |
| instruktor                                          | ppor. Józef Kaplinowski                  |
| dowódca 2 kompanii pancernej                        | por. Edward Antoni Popielarski           |
| dowódca plutonu                                     | por. Gracjan Fróg                        |
| dowódca szwadronu pancernego                        | kpt. Tadeusz Szalek                      |
| dowódca plutonu                                     | por. Henryk Plungus                      |
| dowódca plutonu                                     | por. Witold Soiński                      |
| dowódca kompanii motorowej                          | kpt. Józef Zbaraszewski                  |
| instruktor                                          | por. Janusz Żongołłowicz                 |
| instruktor                                          | chor. Bazyli Zacharski                   |
| dowódca kolumny samochodowej                        | por. Mikołaj Murowiecki                  |
| komendant parku                                     | kpt. Eugeniusz Ozgowski                  |
| kierownik warsztatów                                | kpt. Tadeusz Lutomirski                  |
| zastępca kierownika                                 | chor. Alfred Zieliński                   |
| kierownik składnicy                                 | por. Stefan Kawecki                      |
| na kursie                                           | kpt. Józef Kotański                      |
| na kursie                                           | por. piech. Apolinary Zygmunt Bokun      |
| na kursie                                           | por. piech. Apolinary Antoni Grzeszczak  |
| na kursie                                           | por. kaw. Władysław Kitowski             |
| Wydzielona kompania czołgów rozpoznawczych w Wilnie |                                          |
| dowódca kompanii                                    | kpt. Władysław Łubieński                 |
| podkwatermistrz                                     | por. Wacław Stradomski                   |
| oficer techniczny kompanii                          | kpt. Alfred Marchilewicz                 |
| dowódca plutonu                                     | por. Wiktor Szyksznel                    |
| dowódca plutonu                                     | por. Karol Smolak                        |
| dowódca plutonu przewozowego OK III                 | kpt. Roman Dubikajtis                    |

### Żołnierze 7 batalionu pancernego – ofiary zbrodni katyńskiej
Biogramy zamordowanych znajdują się na stronie internetowej Muzeum Katyńskiego
| Nazwisko i imię         | stopień              | zawód             | miejsce pracy przed mobilizacją                | zamordowany |
| ----------------------- | -------------------- | ----------------- | ---------------------------------------------- | ----------- |
| Błędzki Brunon          | kapitan              | żołnierz zawodowy | (III 39) dca ksz/7 bpanc; (IX 39) dca 31 dpanc | Katyń       |
| Kawecki Stefan          | porucznik            | żołnierz zawodowy |                                                | Charków     |
| Mucha Stefan            | kapitan              | żołnierz zawodowy |                                                | Katyń       |
| Palukajtys Antoni       | porucznik            | żołnierz zawodowy |                                                | Katyń       |
| Romanowski Maksymilian  | podporucznik rezerwy | technik           |                                                | Katyń       |
| Sitarski Marian Jerzy   | porucznik rezerwy    | inżynier          |                                                | Katyń       |
| Szczęsnowicz Franciszek | kapitan              | żołnierz zawodowy |                                                | Katyń       |

## Symbole batalionu
Sztandar
Zarządzeniem Prezydenta Rzeczypospolitej Polskiej z 25 marca 1938 nadano batalionowi sztandar. Jak wszystkie sztandary broni pancernych, posiadał on ujednoliconą prawą stronę płatu. Zamiast numeru oddziału, na białych tarczach między ramionami krzyża kawaleryjskiego występował Znak Pancerny. Znak ten umieszczony był również na przedniej ściance podstawy orła.
Na lewej stronie płatu sztandaru umieszczono:
- w prawym górnym rogu — wizerunek Matki Boskiej Ostrobramskiej
- w lewym górnym rogu — wizerunek św. Michała
- w prawym dolnym rogu — godło Grodna
- w lewym dolnym rogu — odznaka honorowa 7 batalionu pancernego

Uroczyste wręczenie sztandaru odbyło się 26 maja 1938 na Polu Mokotowskim w Warszawie. Sztandar wręczył reprezentujący Prezydenta RP i Naczelnego Wodza — minister Spraw Wojskowych gen. dyw. Tadeusz Kasprzycki.
W czasie kampanii wrześniowej pozostawał w gabinecie dowódcy batalionu. Dalsze jego losy są nieznane.
Odznaka
Wzór odznaki zatwierdzony został Dz. Rozk. MSWoj. nr 17 poz. 210 z 22 grudnia 1937.
Był to srebrny krzyż schodkowy o powierzchni podzielonej na prostokąty emaliowane na przemian kolorami czarnym i pomarańczowy. Na środku krzyża umieszczony srebrny, oksydowany hełm rycerski z zamknięta przyłbicą i potrójnym pióropuszem.
Brak jest danych o autorze projektu odznaki. Odznaki wykonywane były w wersjach: oficerskiej – emaliowanej, podoficerskiej – malowanej farbą i żołnierskiej – srebrzonej, bez emalii.